# Ragenhilda da Noruega
Ragenhilda Alexandra (Oslo, 9 de junho de 1930 — Rio de Janeiro, 16 de setembro de 2012), foi uma princesa norueguesa, filha mais velha do rei Olavo V e de sua esposa, a princesa Marta da Suécia. Era a irmã mais velha do rei Haroldo V e da princesa Astrid da Noruega. Como descendente agnático de Cristiano IX da Dinamarca, ela também foi uma princesa dinamarquesa, embora não esteja na linha de sucessão ao trono dinamarquês.
Era casada com o empresário Erling Lorentzen e, depois do seu casamento, ficou conhecida como Princesa Ragenhilda, Senhora Lorentzen. A princesa e o seu marido estabeleceram-se no Brasil pouco depois do seu casamento, em 1953.
Ragenhilda era bisneta de Eduardo VII do Reino Unido e, consequentemente, prima em segundo grau da Rainha Isabel II. À data da sua morte, estava em 75.º lugar na linha de sucessão ao trono britânico. A tia materna da princesa era a rainha Astrid da Bélgica; tal facto fez com que Ragenhilda fosse prima em primeiro grau de Balduíno da Bélgica e do sucessor deste, Alberto II.
A princesa morreu na sua casa do Rio de Janeiro a 16 de setembro de 2012, devido a doença prolongada, aos 82 anos de idade.

## Infância
Ragenhilda foi a primeira princesa da Noruega a nascer em solo norueguês em 629 anos. A princesa cresceu na residência real de Skaugum, perto de Asker, a oeste de Oslo. Durante a Segunda Guerra Mundial, a princesa fugiu da invasão nazi com a sua família, tendo passado os anos de guerra no exílio, juntamente com a sua mãe e irmãos, em Washington, D.C..

## Casamento e família
A princesa Ragenhilda casou com Erling Lorentzen, um plebeu da classe alta e comerciante da Noruega, no dia 15 de maio de 1953, na Igreja de Asker. Gerou-se grande controvérsia quando a princesa casou com Lorentzen, um homem de negócios e oficial do exército que foi seu guarda-costas durante a Guerra, pois Ragenhilda era o primeiro membro da realeza norueguesa a casar com um plebeu. Pouco depois do casamento, foi anunciado que a bandeira da Noruega deixaria de ser desfraldada no dia de aniversário da princesa.
O casal mudou-se para o Rio de Janeiro, Brasil, onde Lorentzen detém importantes participações em negócios, primeiro como residência temporária, mas depois acabou por se fixar lá definitivamente até à morte da Ragenhilda, em 2012. 
Ragenhilda e Erling tiveram três filhos:
- Haakon Lorentzen
  - Olav Alexander Lorentzen
  - Christian Frederik Lorentzen
  - Sophia Lorentzen
- Ingeborg Lorentzen (Senhora Paulo Ribeiro) 
  - Victoria Ragna Lorentzen Filho
- Ragenhilda Lorentzen (Senhora Aaron Long, de São Francisco, Califórnia) 
  - Alexandra Lorentzen Long
  - Elizabeth Lorentzen Long

## Títulos
- 9 de junho de 1930 – 15 de maio de 1953: Sua Alteza Real a princesa Ragenhilda da Noruega
- 15 de maio de 1953 – 16 de setembro de 2012: Sua Alteza a princesa Ragenhilda, Senhora Lorentzen

## Actividades
Como membro da família real norueguesa alargada, Raghnild não tinha deveres oficiais de Estado, mas marcava presença em eventos de família, como casamentos reais.
Uma conservadora convicta, a princesa criticou publicamente os seus sobrinhos, a Princesa Marta Luísa e o príncipe herdeiro Haakon Magnus, pela escolha dos respectivos esposos, na TV 2, uma cadeia de televisão norueguesa, em 2004. De entre os seus comentários, destaca-se a sua crença de que os casamentos da geração jovem da família real poderiam derrubar a monarquia norueguesa e a sua esperança de estar morta antes que a esposa do seu sobrinho, a princesa Mette-Marit da Noruega, se tornasse rainha. Num esforço infrutífero para tentar evitar os danos à imagem da princesa, o marido de Ragenhilda abordou a TV 2, pedindo que os comentários da mulher fossem editados.
A princesa Ragenhilda era patrona da Organização Norueguesa para os Deficientes Auditivos.

## Condecorações
- Grã-Cruz da Ordem de Santo Olavo
- Medalha do Centenário da Casa Real
- Medalha Comemorativa de Olavo V, 30 de janeiro de 1991
- Medalha do Centenário de Olavo V
- Ordem de família real do rei Haakon VII
- Ordem de família real do rei Olavo V
- Ordem de família real do rei Haroldo V
- Grã-Cruz da Ordem do Cruzeiro do Sul
- Grã-Cruz da Ordem de Orange-Nassau
- Grã-Cruz da Ordem do Mérito
- Grã-Cruz da Ordem da Estrela Polar